# Giovanni Tedeschi
Giovanni Tedeschi (ur. 9 sierpnia 1987 w Montecchio Emilia) – włoski kierowca wyścigowy.

## Kariera
Tedeschi rozpoczął karierę w wyścigach samochodowych w 2003 roku, od startów w Formule Renault Monza, w której uplasował się na 17 pozycji w klasyfikacji generalnej. W późniejszych latach startował w World Series Light, World Series by Nissan, Formule Renault 3.5 oraz w Formule 3000 International Masters. W 2005 roku Włoch wystartował w sezonie Formuły Renault 3.5 z włoską ekipą RC Motorsport. W ciągu siedemnastu wyścigów jednak nie zdołał zdobyć punktów.

## Statystyki
| Sezon | Seria                       | Zespół           | Wyścigi | Zwycięstwa | PP | NO | Podium | Punkty | Pozycja |
| ----- | --------------------------- | ---------------- | ------- | ---------- | -- | -- | ------ | ------ | ------- |
| 2003  | Formuła Renault Monza       | Mascheroni Corse | 14      | 0          | 0  |    | 0      | 18     | 17      |
| 2004  | World Series by Nissan      | Vergani Racing   | 8       | 0          | 0  | 0  | 0      | 0      | NS      |
| 2004  | World Series Light          | Vergani Racing   | 8       | 0          | 0  | 0  | 0      | 29     | 8       |
| 2005  | Formuła Renault 3.5         | RC Motorsport    | 17      | 0          | 0  | 0  | 0      | 0      | 34      |
| 2006  | F3000 International Masters | Pro Motorsport   | 15      | 0          | 1  |    | 3      | 36     | 6       |

## Wyniki w Formule Renault 3.5
| Legenda oznaczeń w tabelach wyników Wyświetl szablon na nowej stronie | Legenda oznaczeń w tabelach wyników Wyświetl szablon na nowej stronie                                                                     |
| Oznaczenie                                                            | Wyjaśnienie |
| --------------------------------------------------------------------- | --- |
| Złoty                                                                 | Zwycięzca lub mistrzostwo |
| Srebrny                                                               | 2. miejsce lub wicemistrzostwo |
| Brązowy                                                               | 3. miejsce lub II wicemistrzostwo |
| Zielony                                                               | Ukończył, punktował (w klasyfikacji generalnej, gdy zdobył co najmniej jeden punkt na przestrzeni sezonu, poza trzema powyższymi opcjami) |
| Niebieski                                                             | Ukończył, nie punktował (w klasyfikacji generalnej, gdy nie zdobył co najmniej jednego punktu na przestrzeni sezonu)                      |
| Czerwony                                                              | Nie zakwalifikował się (NZ) |
| Czerwony                                                              | Nie prekwalifikował się (NPK) |
| Różowy                                                                | Nie ukończył (NU) |
| Różowy                                                                | Niesklasyfikowany (NS) (w klasyfikacji generalnej, gdy nie został sklasyfikowany w żadnym wyścigu sezonu)                                 |
| Czarny                                                                | Zdyskwalifikowany (DK) |
| Czarny                                                                | Wykluczony (WYK/EX) |
| Biały                                                                 | Nie wystartował (NW) |
| Biały                                                                 | Kontuzjowany (K/INJ) |
| Biały                                                                 | Wyścig odwołany (OD/C) |
| Bez koloru                                                            | Został wycofany (WYC/WD) |
| Bez koloru                                                            | Nie przybył (NP/DNA) |
| Bez koloru                                                            | Nie brał udziału w treningach (NT/DNP) |
| Bez koloru                                                            | Nie został zgłoszony (–) |
| Pogrubienie                                                           | Start z pole position |
| Kursywa                                                               | Najszybsze okrążenie wyścigu |
| †                                                                     | Nie ukończył, ale jego rezultat został zaliczony ze względu na przejechanie więcej niż 90% dystansu wyścigu.                              |
| *                                                                     | Sezon w trakcie |
| 1/2/3                                                                 | Punktowana pozycja w sprincie kwalifikacyjnym                                                                                             |
| Lista systemów punktacji Formuły 1                                    | |

| Rok  | Zespół        | Wyniki w poszczególnych eliminacjach | Wyniki w poszczególnych eliminacjach | Wyniki w poszczególnych eliminacjach | Wyniki w poszczególnych eliminacjach | Wyniki w poszczególnych eliminacjach | Wyniki w poszczególnych eliminacjach | Wyniki w poszczególnych eliminacjach | Wyniki w poszczególnych eliminacjach | Wyniki w poszczególnych eliminacjach | Wyniki w poszczególnych eliminacjach | Wyniki w poszczególnych eliminacjach | Wyniki w poszczególnych eliminacjach | Wyniki w poszczególnych eliminacjach | Wyniki w poszczególnych eliminacjach | Wyniki w poszczególnych eliminacjach | Wyniki w poszczególnych eliminacjach | Wyniki w poszczególnych eliminacjach | Punkty | Pozycja |
| ---- | ------------- | ------------------------------------ | ------------------------------------ | ------------------------------------ | ------------------------------------ | ------------------------------------ | ------------------------------------ | ------------------------------------ | ------------------------------------ | ------------------------------------ | ------------------------------------ | ------------------------------------ | ------------------------------------ | ------------------------------------ | ------------------------------------ | ------------------------------------ | ------------------------------------ | ------------------------------------ | ------ | ------- |
| 2005 | RC Motorsport | BEL                                  | BEL                                  | MON                                  | VAL                                  | VAL                                  | FRA                                  | FRA                                  | BIL                                  | BIL                                  | DEU                                  | DEU                                  | GBR                                  | GBR                                  | PRT                                  | PRT                                  | ITA                                  | ITA                                  | 0      | 34      |
| 2005 | RC Motorsport | NU                                   | 14                                   | NU                                   | 21                                   | NU                                   | NU                                   | 15                                   | 15                                   | 15                                   | NU                                   | 15                                   | 15                                   | 18                                   | NU                                   | 17                                   | 14                                   | NU                                   | 0      | 34      |